# Trachymela sloanei
Trachymela sloanei är en skalbaggsart som först beskrevs av Blackburn 1896.  Trachymela sloanei ingår i släktet Trachymela och familjen bladbaggar. Inga underarter finns listade i Catalogue of Life.